# Leichtathletik-Halleneuropameisterschaften 2017/Teilnehmer (Serbien)
| Gelbes Symbol für Goldmedaillen mit stilisierten Olympischen Ringen | Graues Symbol für Silbermedaillen mit stilisierten Olympischen Ringen | Braundes Symbol für Bronzemedaillen mit stilisierten Olympischen Ringen |
| ------------------------------------------------------------------- | --------------------------------------------------------------------- | ----------------------------------------------------------------------- |
| 1                                                                   | —                                                                     | —                                                                       |

Aus Serbien starteten fünf Athletinnen und sieben Athleten bei den Leichtathletik-Halleneuropameisterschaften 2017 in Belgrad, die eine Goldmedaille errangen sowie einen Landesrekord und hintereinander zwei Weltjahresbestleistungen aufstellten.

## Ergebnisse

### Frauen

#### Laufdisziplinen
| Athletin        | Disziplin   | Vorlauf     | Vorlauf | Halbfinale         | Halbfinale         | Finale             | Finale             |
| Athletin        | Disziplin   | Zeit        | Platz   | Zeit               | Platz              | Zeit               | Platz              |
| --------------- | ----------- | ----------- | ------- | ------------------ | ------------------ | ------------------ | ------------------ |
| Milana Tirnanić | 60 m        | 7,56 s      | 35      | nicht qualifiziert | nicht qualifiziert | nicht qualifiziert | nicht qualifiziert |
| Tamara Salaški  | 400 m       | 54,03 s     | 18      | 53,50 s            | 11                 | nicht qualifiziert | nicht qualifiziert |
| Amela Terzić    | 1500 m      | 4:10,35 min | 2       | –––                | –––                | 4:25,15 min        | 8                  |
| Milica Emini    | 60 m Hürden | 8,62 s      | 22      | nicht qualifiziert | nicht qualifiziert | nicht qualifiziert | nicht qualifiziert |

#### Sprung/Wurf
| Athletin       | Disziplin  | Qualifikation | Qualifikation | Finale    | Finale |
| Athletin       | Disziplin  | Weite         | Platz         | Weite     | Platz  |
| -------------- | ---------- | ------------- | ------------- | --------- | ------ |
| Ivana Španović | Weitsprung | 7,03 m WL     | 1             | 7,24 m WL | Gold   |

### Männer

#### Laufdisziplinen
| Athlet        | Disziplin | Vorlauf     | Vorlauf | Halbfinale         | Halbfinale         | Finale             | Finale             |
| Athlet        | Disziplin | Zeit        | Platz   | Zeit               | Platz              | Zeit               | Platz              |
| ------------- | --------- | ----------- | ------- | ------------------ | ------------------ | ------------------ | ------------------ |
| Miloš Raović  | 400 m     | 48,89 s     | 24      | nicht qualifiziert | nicht qualifiziert | nicht qualifiziert | nicht qualifiziert |
| Goran Nava    | 1500 m    | 3:48,53 min | 13      | –––                | –––                | nicht qualifiziert | nicht qualifiziert |
| Dušan Makevic | 3000 m    | 8:14,34 min | 17      | –––                | –––                | nicht qualifiziert | nicht qualifiziert |

#### Sprung/Wurf
| Athlet               | Disziplin   | Qualifikation | Qualifikation | Finale             | Finale             |
| Athlet               | Disziplin   | Weite         | Platz         | Weite              | Platz              |
| -------------------- | ----------- | ------------- | ------------- | ------------------ | ------------------ |
| Lazar Anić           | Weitsprung  | 7,98 m PB     | 2             | 7,90 m             | 6                  |
| Strahinja Jovančević | Weitsprung  | 7,47 m SB     | 18            | nicht qualifiziert | nicht qualifiziert |
| Asmir Kolašinac      | Kugelstoßen | 19,96 m       | 11            | nicht qualifiziert | nicht qualifiziert |

#### Siebenkampf
| Athlet       | Disziplin | 60 m   | Weitsprung | Kugelstoßen | Hochsprung | 60 m Hürden | Stabhochsprung | 1000 m                       | Punkte | Platz |
| ------------ | --------- | ------ | ---------- | ----------- | ---------- | ----------- | -------------- | ---------------------------- | ------ | ----- |
| Mihail Dudaš | Ergebnis  | 7,03 s | 7,40 m     | 14,33 m     | 2,01 m SB  | 8,11 s      | 5,10 m PB      | DQ (Bahnübertretung R163.3b) | 5239   | 14    |
| Mihail Dudaš | Punkte    | 872    | 910        | 749         | 813        | 954         | 941            | 0                            | 5239   | 14    |